# 伊予節
伊予節（いよぶし）は日本の民謡。 松山市花柳界の座敷唄である。

## 解説
源流は伊勢市の古市の花街でうたわれてきた「宮参り」という端唄であり、伊勢神宮の参拝時の名所を唄ったものであった。この唄はさまざまな替え唄が各地で作られているが、伊予国の名物を歌ったものが定着し、いつしか「伊予節」と呼ばれるようになった。
江戸時代の文政から天保の間に伊予の名物名所を詠みこんだ郷土民謡として伊予でつくられたものが上方を経由して江戸で流行したものと考えられている。
江戸中村座で文化12年（1815年）に上演された長唄に伊予節が確認できる。また、弘化4年（1847年）版の『よしこの恋の湊』には「去年の伊予ぶしは今年古び、今年の大津絵来年はすたる」と記されており、歌詞の内容は変遷していたことをうかがわせる。
「伊予の松山名物名所」のくだりは、明治に入ってから作られたのではないかと考えられている。
現代に知られる歌詞で歌われている名物名所は以下の通り。
- 三津の朝市
- 道後温泉
- 五色素麺
- 十六日桜 - 天徳寺境内などにあるヤマザクラの早咲きの品種[5]。
- 吉田さし桃 - 南吉田町吉田浜の砂丘にたくさんあったとされる桃の木のこと。浜の堤防に桃を挿しておくとすぐに芽が出て花が咲くという説と、宝暦年間（1751年から1763年）に起きた高潮のため桃畑が砂で埋まったが枝は砂上に出て実をつけており、桃を砂地に挿したように見えたことからという説がある。なお、砂丘は太平洋戦争中に松山海軍航空基地（現・松山空港）、および航空隊の兵舎や格納庫建設のため埋め立てられている。桃山幼稚園構内にある「挿桃神社」という小さなという祠があり、砂丘のなごりとなっている[6]。
- 小杜若 - エヒメアヤメのこと。
- 高井の里のていれぎや - 現・杖ノ淵公園のオオバタネツケバナのこと。弘法大師が杖を大地に突き立てると水が涌き出したという伝説がある[7]。
- 片目鮒（かためぶな）の井戸 - 鮒を焼いていたところに通りがかった弘法大師が片側の焼けた鮒を譲り受け、井戸に投げ込み、念仏を唱えると生き返ったという伝説がある[8]。
- 緋の蕪 - 伝統野菜である緋色のカブ。伝統的な漬物緋の蕪漬などが作られる[9]。
- 伊予絣